# Kashobwe
Kashobwe is een stad in de Congolese provincie Haut-Katanga. De stad ligt dicht bij de grens met Zambia en telde in 2009 ongeveer 45.000 inwoners.

## Geboren in Kashobwe
- Moïse Katumbi Chapwe (1964), politicus en zakenman